# Dita Von Teese
Heather Renée Sweet (West Branch, 1972. szeptember 28. –),  ismertebb nevén Dita Von Teese amerikai vedette táncosnő, modell, énekesnő, színésznő, üzletasszony. Gyakran nevezik a "burleszk királynőjének". Ismertnek számít Marilyn Mansonnal való házasságáról is; 2005-től 2007-ig voltak házasok. Von Teese gyakran szerepelt Marilyn Manson videoklipjeiben is. Tévésorozatokban és filmekben is szerepelt; mind pornó-, mind mainstream filmekben. 2007-től 2013-ig a Cointreau globális reklámarca volt, 2010-től 2011-ig pedig a Perrier reklámarca volt. Parfümök és fehérneműk is jelentek meg a neve alatt.

## Magánélete
A michigani Rochesterben született, három gyerek közül a másodikként. Öt éves korában a családja a michigani West Branch-re költözött. Ismertnek számít a retro stílus iránti lelkesedéséről és az 1940-es évek filmjei iránti rajongásáról. Legfőképpen Betty Grable iránt rajong.
Kiskorától kezdve balett-táncosnak tanult, és 13 éves korában egy helyi balett-cégnél táncolt. A család Michiganből a kaliforniai Orange County-ba költözött; Von Teese a University High School-ban tanult.
Angol, skót, örmény és német felmenőkkel rendelkezik. 

## Könyvei
- Burlesque and the Art of the Teese: Fetish and the art of the teese. New York: Harper Collins/Regan Books (2006). ISBN 978-0060591670
- Von Teese, Dita; Rose Apodaca (2015). Your Beauty Mark: The Ultimate Guide to Eccentric Beauty. New York: HarperCollins/Dey Street Books ISBN 978-0-06-072271-5

## Diszkográfia
- Dita Von Teese (2018)